# Валь-Куэнон (кантон)
Валь-Куэнон (фр. Val-Couesnon, до 5 марта 2020 года назывался Антрен, фр. Antrain) — кантон во Франции, находится в регионе Бретань, департамент Иль и Вилен. Расположен на территории двух округов: девять коммун входят в состав округа Ренн, пятнадцать коммун — в состав округа Фужер-Витре.

## История
До 2015 года в состав кантона входили коммуны Антрен, Базуж-ла-Перуз, Ла-Фонтенель, Марсийе-Рауль, Нуайяль-су-Базуж, Риму, Сен-Реми-дю-Плен, Сент-Уан-ла-Руэри, Трамбле, Шовинье.
В результате реформы 2015 года состав кантона был изменен. В него вошли коммуны упраздненных кантонов Сен-Брис-ан-Коглес и Сент-Обин-д’Обинье.
С 1 января 2017 года состав кантона изменился. Коммуны Сен-Брис-ан-Коглес и Сент-Этьен-ан-Коглев образовали новую коммуну Ман-Рош; коммуны Коглес, Ла-Сель-ан-Коглес и Монтур — новую коммуну Ле-Порт-дю-Когле.
1 января 2019 года коммуна Байе вошла в состав коммуны Сен-Марк-ле-Блан; коммуны Антрен, Ла-Фонтенель,  Сент-Уан-ла-Руэри и Трамбле образовали новую коммуну Валь-Куэнон, ставшую административным центром кантона.
5 марта 2020 года указом № 2020-212 кантон переименован в Валь-Куэнон. .

## Состав кантона с 1 января 2019 года
В состав кантона входят коммуны (население по данным Национального института статистики за 2018 г.):
- Андуйе-Нёвиль (916 чел.)
- Базуж-ла-Перуз (1 832 чел.)
- Валь-Куэнон (4 158 чел.)
- Вьё-Ви-сюр-Куэнон (1 226 чел.)
- Гаар (1 497 чел.)
- Ле-Порт-дю-Когле (2 354 чел.)
- Ле-Тьерсан (179 чел.)
- Ле-Шателье (435 чел.)
- Ман-Рош (4 921 чел.)
- Марсийе-Рауль (751 чел.)
- Монтрёй-сюр-Иль (2 389 чел.)
- Муазе (1 661 чел.)
- Нуайяль-су-Базуж (382 чел.)
- Обинье (481 чел.)
- Риму (341 чел.)
- Ромази (251 чел.)
- Сан-де-Бретань (2 560 чел.)
- Сен-Жермен-ан-Коглес (2 053 чел.)
- Сен-Марк-ле-Блан (1 661 чел.)
- Сен-Реми-дю-Плен (821 чел.)
- Сент-Илер-де-Ланд (1 032 чел.)
- Сент-Обен-д’Обинье (3 859 чел.)
- Фен (996 чел.)
- Шовинье (826 чел.)

## Политика
На президентских выборах 2022 г. жители кантона отдали в 1-м туре Эмманюэлю Макрону 32,6 % голосов против 25,0 % у Марин Ле Пен и 18,4 % у Жана-Люка Меланшона; во 2-м туре в кантоне победил Макрон, получивший 60,7 % голосов. (2017 год. 1 тур: Эмманюэль Макрон – 25,6 %, Марин Ле Пен – 21,0 %, Жан-Люк Меланшон – 18,4 %, Франсуа Фийон – 17,9 %; 2 тур: Макрон – 67,4 %. 2012 год. 1 тур: Франсуа Олланд — 29,3 %, Николя Саркози — 25,8 %, Марин Ле Пен — 16,5 %; 2 тур: Олланд — 54,1 %).
С 2021 года кантон в Совете департамента Иль и Вилен представляют мэр коммуны Ле-Порт-дю-Когле Эмар де Гувьон Сен-Кир (Aymar de Gouvion Saint-Cyr) (Действовать (Agir)) и вице-мэр коммуны Базуж-ла-Перуз Алина Гиблен (Aline Guiblin) (Разные правые).
|                | Кандидаты                            | Партия                   | Первый тур | Первый тур     | Второй тур | Второй тур |
| Кол-во голосов | Кандидаты                            | Партия                   | % голосов  | Кол-во голосов | % голосов  |            |
| -------------- | ------------------------------------ | ------------------------ | ---------- | -------------- | ---------- | ---------- |
|                | Эмар де Гувьон Сен-Кир Алина Гиблен  | Правоцентристский блок   | 3 523      | 38,64          | 4 726      | 51,27      |
|                | Гаэтан Дюбрей Жарден Изабель Лавастр | Левоцентристский блок    | 3 680      | 40,36          | 4 491      | 48,73      |
|                | Жиль Пеннель Мари Сави               | Национальное объединение | 1 914      | 20,99          |            |            |

|                | Кандидаты                             | Партия                  | Первый тур | Первый тур     | Второй тур | Второй тур |
| Кол-во голосов | Кандидаты                             | Партия                  | % голосов  | Кол-во голосов | % голосов  |            |
| -------------- | ------------------------------------- | ----------------------- | ---------- | -------------- | ---------- | ---------- |
|                | Эмар де Гувьон Сен-Кир Летиция Меньян | Правый блок             | 4 169      | 32,67          | 6 012      | 50,09      |
|                | Анри Ро Флоранс Рио-Даньелу           | Разные левые            | 4 225      | 33,11          | 5 990      | 49,91      |
|                | Анн Ванекло Ален Норман               | Национальный фронт      | 3 069      | 24,05          |            |            |
|                | Кристоф Дюмильё Аманда Га             | Европа Экология Зелёные | 1 296      | 10,16          |            |            |